# Actinodura waldeni
La actinodura de Yunán (Actinodura waldeni) es una especie de ave paseriforme de la familia Leiothrichidae propia del noreste del subcontinente indio. 
Se encuentra en China, noreste de la India y Birmania. Su hábitat natural son los bosques subtropicales húmedos.

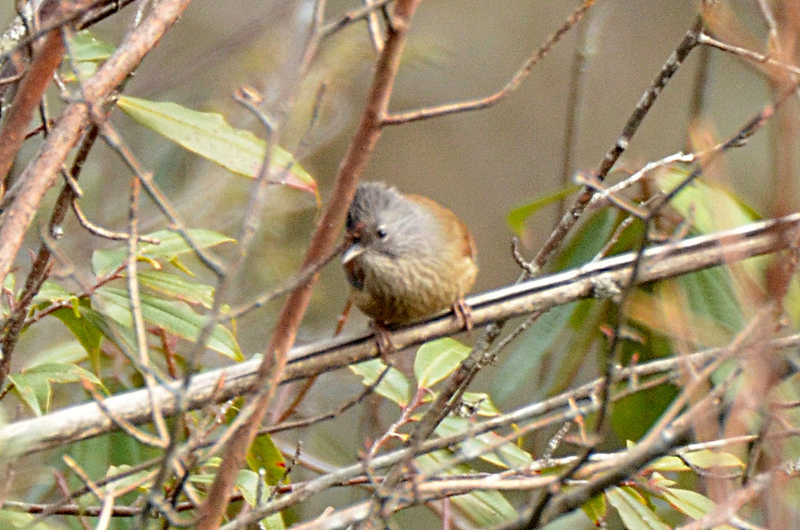
Actinodura waldeni, en Mishmi Hills, Arunachal Pradesh, India.